# 중화인민공화국 국가위생건강위원회
국가위생건강위원회 (중국어 간체자: 国家卫生健康委员会, 정체자: 國家衛生健康委員會, 병음: Guójiā Wèishēng Jiànkāng Wěiyuánhuì, NHC)는 중화인민공화국의 행정기관으로 국무원 산하 집행기관이다. 중화인민공화국의 위생과 건강을 담당하며, 2018년 3월 18일 국가위생 및 계획생육위원회를 개편하여 발족하였으며 베이징에 위치하고 있다. 현재 국가위생건강위원회의 책임장관은 마샤오웨이이다.

## 역사
1954년 중화인민공화국 위생부가 국가의 위생과 건강을 담당하여 49년간 지속되었다. 2013년 위생부가 국가인구계획출산위원회와 통합하여 국가위생 및 계획생육위원회로 개편되었으며 
2018년 3월 18일 중화인민공화국 정부가 국가위생 및 계획생육위원회를 국가위생건강위원회로 개편하면서 현재에 이르게 된다.
2020년 코로나바이러스감염증-19가 유행하면서 이를 막기 위해 노력하고 있다.